# اوزه
اوزه (به فرانسوی: Uzès) یک کمون در فرانسه است که در canton of Uzès واقع شده‌است.

## خصوصیات
اوزه ۲۵٫۴۱ کیلومترمربع مساحت و ۸٬۲۱۳ نفر جمعیت دارد و ۱۶۷ متر بالاتر از سطح دریا واقع شده‌است.